# Massadio Haïdara
Massadio Haïdara, född 2 december 1992, är en fransk-malisk fotbollsspelare som spelar för Lens. Han har tidigare spelat för AS Nancy och Newcastle United.

## Landslagskarriär
Haïdara debuterade för Malis landslag den 26 mars 2019 i en 2–1-förlust mot Senegal.